# Abdij Limburg

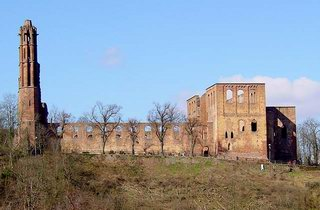
Ruïne

De Abdij Limburg, ook wel Klooster Limburg of Kloosterruïne Limburg is een abdijruïne in romaanse stijl, gelegen in Bad Dürkheim in Rijnland-Palts. 
De benedictijnenabdij heette aanvankelijk Zum heilgen Kreuz ofwel Limburg an der Haardt. Die laatste benaming, om onderscheid te maken met andere plaatsen met de naam Limburg, verwijst naar het Haardtgebergte.